# Канальное шифрование
Канальное шифрование —тип шифрования, при котором криптографическому преобразованию подвергаются все данные, проходящие через все задействованные каналы связи, включая текст сообщения, а также техническую информацию о его маршрутизации, коммуникационном протоколе и т. д..

## Концепция

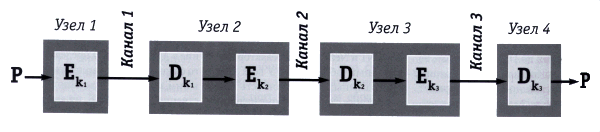
Канальное шифрование

При канальном шифровании шифруются абсолютно все данные, проходящие через каждый канал связи. В этом случае участники передачи данных (например, коммутатор) будут расшифровывать входящий поток, чтобы его обработать, потом зашифровывать и передать на следующий узел сети.
Канальное шифрование представляет собой эффективное средство защиты информации в компьютерных сетях. Так как шифруется вся информация, то у потенциального злоумышленника нет дополнительной информации о том, кто является источником данных, кому они направляются и так далее. Дополнительно по каналу можно передавать случайную битовую последовательность, чтобы сторонний наблюдатель не смог отследить начало и конец транслируемого сообщения.
При таком способе шифрования одинаковыми ключами необходимо снабдить сопредельные узлы.

## Недостатки канального шифрования
Основной недостаток канального шифрования заключается в необходимости шифровать данные при передаче по каждому каналу сети. Нарушение указанного условия ставит под угрозу безопасность сети. Стоимость реализации канального шифрования в больших сетях может оказаться нерентабельной.
Шифрование служебных данных требует реализацию такой же защиты на устройствах промежуточной коммуникации (шлюзах, ретрансляторах).
Шифрование служебной информации может привести к появлению статистических закономерностей в шифрованных данных, что влияет на надёжность защиты и накладывает ограничения на использование криптографических алгоритмов.